# Louise-Charlotte de Foix-Rabat
Louise-Charlotte de Foix-Rabat, comtesse de Sabran, född 1693, död 1768, var en fransk adelskvinna. Hon är känd som mätress till Frankrikes regent hertig Filip II av Orléans 1714–1716. På grund av sin vana att presentera nya sexualpartner för Filip II omtalades hon som en av hans hallickar.

## Biografi
Louise-Charlotte de Foix-Rabat var dotter till Gaston de Foix, comte de Rabat, och Dorothée Théodore de Poudens de Villepinte, och gifte sig 1714 med Jean-Honoré, comte de Sabran et de Forcalquier (d. 1750).
Louise-Charlotte beskrivs som vacker, intelligent, underhållande och charmerande. Hon blev Filip II:s mätress 1714, men deras relation var aldrig exklusiv. Hon använde sin ställning till att berika sig själv, sin make och sina anhöriga och vänner med anställningar och pengar, och försökte utan framgång även vinna politiskt inflytande. Hon var samtidigt mätress till Louis François Armand de Vignerot du Plessis de Richelieu. Hon ersattes 1716 som huvudmätress av Marie-Madeleine de Parabère.
Louise-Charlotte de Foix-Rabat presenterade flera älskarinnor för Filip II, bland dem Marie-Thérèse Blonel de Phalaris, som 1720 blev officiell mätress och 1721 ensam officiell mätress sedan Marie-Madeleine de Parabère övergett honom. Filip II ersatte dock snart Phalaris med Sophie de Brégis. När denna avskedats, hade han ingen ny mätress förrän 1723, då Louise-Charlotte presenterade den sextonåriga Mlle Houel, som hon hämtat från ett kloster, och som installerades med en förmögenhet och ett eget hus som Filips nya mätress. Snart tröttnade emellertid han på flickan och återvände till Phalaris, som sedan var hans mätress till hans död.